# جوش كاسوبون
جوش كاسوبون (بالإنجليزية: Josh Casaubon)‏ مواليد 16 أغسطس 1978 في مين، الولايات المتحدة، هو ممثل أمريكي بدأ مسيرته الفنية سنة 2003.

## الأعمال

### أفلام
- الراعي الصالح (2006)
- اثنا عشر (2010) (بدور: دوني)

### مسلسلات
- حياة واحدة للعيش (2005)
- القانون والنظام: الوحدة الخاصة للضحايا (2007)
- 30 روك (2009) (بدور: روجر)
- سي إس آي: ميامي (2011)
- النهايات السعيدة (2011) (بدور: ليام)
- فيلادلفيا دائما مشمسة (2012) (بدور: تريفور تافت)
- بونز (2015)
- بروكلين ناين-ناين (2015) (بدور: ناديا)
- العائلة الحديثة (2016) (بدور: غوس)
- ليدي داينامايت (2016) (بدور: شين)

## روابط خارجية
- جوش كاسوبون على موقع IMDb (الإنجليزية)
- جوش كاسوبون على موقع قاعدة بيانات الفيلم (الإنجليزية)